# Elihu Katz
Elihu Katz (Hebreo: אליהוא כ"ץ) (Nueva York, 21 de mayo de 1926-Jerusalén, 31 de diciembre de 2021) fue un sociólogo estadounidense-israelí.

## Biografía
Fue uno de los investigadores principales y más valorados de la Comunicación Social en Estados Unidos e Israel. Su trabajo más destacado se titula La Influencia personal, trabajo que realizó de la mano de Paul Felix Lazarsfeld, igualmente un reconocido sociólogo, en el año de 1955.
Dedicó la mayor parte de su vida a investigar acerca de la comunicación, siempre teniendo como objetivo principal la interacción entre los medios de comunicación, la conversación, la opinión y la acción en la esfera pública. Fue profesor de Sociología en la Universidad de Chicago, profesor tutor en la Universidad de Comunicación Annenberg, en Pensilvania. Profesor Emérito de Sociología y Comunicación en la Universidad Hebrea de Jerusalén y Director Científico del Instituto Guttman de Investigación Social Aplicada.

## Inicios
En un principio estaba interesado en estudiar Periodismo, pero se decidió por estudiar Sociología debido a la calidad de los profesores que impartían esta carrera en la Universidad de Columbia. Aquí mismo fue donde recibió su siguiente grado, el doctorado. Es durante sus estudios que conoce a los profesores Paul Lazarsfeld, Seymour Martin Lipset, Davis o Merton, entre otros grandes de la sociología.

## Obras
A la edad de 29 años, publicó su primer libro como coautor, junto al prestigioso sociólogo Lazarsfeld. Así, el joven sociólogo irrumpió en el panorama de la investigación comunicativa como el primer autor de "Influencia personal”. En este trabajo se considera un tercer factor que influye entre los medios de comunicación y las decisiones de cada persona, siendo esta, la influencia personal. Construye aquí su teoría del 'two-step flow of communications' o Teoría de dos pasos, la cual habla acerca del proceso de influencia. Explica que los medios son quienes difunden la información, y posteriormente están los Líderes de opinión que son quienes reciben y procesan la información que los medios han brindado y suelen ser determinantes en la formación de opinión en un grupo de personas con menor acceso a la información. Posteriormente, la audiencia, o el grupo en el que tienen influencia, son quienes reciben la información que los líderes de opinión brindan. Siendo así, que la influencia personal se forma desde los medios, hacia el líder de opinión y de los líderes de opinión hacia la audiencia.
"El papel de la gente en el flujo de comunicación de masas" fue fruto de una investigación en la que se recalcan y perfeccionan los mecanismos de análisis acerca de la influencia de los medios sobre los líderes de opinión, y sobre el conjunto de la opinión pública. Este trabajo fue hecho en una pequeña ciudad del Middle West norteamericano.
Katz y Lazarsfeld llegaron a romper con los planteamientos que se habían realizado anteriormente, dando así un valor limitado a la influencia que tienen los medios sobre las personas. Ellos plantean que los medios simplemente consolidan los procesos de formación de criterio individual.
La incorporación de Katz dentro de la de investigación sobre  Teoría de dos pasos fue por una invitación por parte de Lazaferd cuando la investigación llevaba ya diez años en desarrollo. La principal función dentro de la investigación realizada por Katz fue la edición y la incorporación los temas relacionados con los líderes de opinión en la moda, marketing y política. A su vez dentro del trabajo desarrolló la relación que existe entre los pequeños grupos de personas con las masas, tema de suma importancia para poder incluir las redes interpersonales en el flujo de la comunicación masiva.
La colaboración realizada dentro del libro por parte de Katz, es de suma importancia ya que pudo teorizar la investigación realizada por Lazafeld años atrás, por tal motivo el libro es considerado como un clásico dentro de la sociología de la comunicación.
A finales de los años cincuenta Katz propuso un moderno enfoque en el análisis de los efectos, al exhibir la necesidad de estudiar el uso de los medios por parte de las audiencias. Esto se refiere al uso que los individuos le dan a los medios de comunicación, conforme a sus intereses influenciados por el ambiente sociológico y psicológico que los rodea. Los medios se transforman en herramientas que satisfacen las necesidades sociales y psicológicas de las audiencias. Este nuevo planteamiento estimuló nuevas observaciones empíricas sobre los usos mediáticos en diferentes segmentos y perfiles sociales, culturales y generacionales.
En los años sesenta se afilió al Instituto de Israel para la Investigación Social Aplicada, fundado por Louis Guttman. Su interés estaba en brindar mayor cultura a los nuevos inmigrantes que llegaban a Israel.
En los años setenta comenzó a trabajar con Wedell para introducir la transmisión de la televisión en países del Tercer Mundo, y en colaboración con Michael Gurevitch, Hanna Adoni, Hadassah Haas y otros. De esta manera buscaban determinar el impacto de la televisión a lo largo de veinte años (1970-1990) en ocio, cultura y la comunicación en Israel. A su vez, en este periodo fue consultor en una investigación que era difundida por BBC. En 1974 editó con Jay G. Blumler “Los usos de la comunicación Masiva”, una colección de trabajos en los que se aborda la Teoría de usos y gratificaciones desde la nueva manera en que se había vuelto la televisión, aquel medio masivo por excelencia.
Katz, con el apoyo de Daniel Dayan, empezó con la creación de una biblioteca de transmisiones en vivo de eventos históricos que llamaron la atención de una nación o del mundo, esta idea fue tomada después de la iniciativa de paz por parte del ex primer ministro de Egipto Anwar Sadat.El libro Acontecimientos Mediales realizado durante 15 años, hoy en día se encuentra disponible en 7 diferentes idiomas. La investigación realizada por Katz fue financiada por la fundación de Markel y la escuela de Annenberg  para la comunicación en la universidad de California meridional, en donde ambos personajes pasaban tiempo.
Katz se incorporó tiempo después a la facultad de la escuela de Annenberg en la Universidad de Pensilvania como Profesor de Administración en 1992, y fue el encargado de poner en práctica el programa experimental de los eruditos para el estudio post-doctoral. Katz fue galardonado con el premio de UNESCO-Canadá McLuhan, del premio de Burda (en la investigación en comunicación), a lo largo su carrera ha recibido diversos reconocimientos, dentro de los cuales se encuentran grados honorarios de las universidades de Gante, de Montreal, de París y de Haifa. Él es un miembro elegido de la academia americana de artes y de ciencias.

## Teoría de usos y gratificaciones de la comunicación
Katz realiza este libro partiendo de la idea de que la audiencia no es pasiva, sino que se genera de manera activa una relación directa con los medios de comunicación para satisfacer necesidades. Debido a la capacidad de informar, entretener, convencer, persuadir y saciar a la sociedad, Katz está a favor de la gratificación de las personas hacia los medios de comunicación masiva. La adaptación gratificante que los individuos hacen del consumo de los medios, de acuerdo con sus intereses y el propio ambiente sociológico y psicológico en el que se mueven. Los medios se convierten así en instrumentos gratificantes de las necesidades sociales y psicológicas de las audiencias.
La libre elección de medios consumidos por parte de la audiencia está implícita en dicha teoría, la cual es determinada por el contenido ofrecido por cada uno de ellos, considerando que no toda la población tiene la posibilidad de acceder a los mismos medios.
La teoría plantea que las distintas plataformas y medios de comunicación en general que los individuos seleccionan y usan, disminuyen las tensiones y propician la integración y la adecuación de una persona a los imperativos funcionales del sistema en su conjunto.
Con la colaboración de Jay G. Blumler, Katz editó en 1974 la colección de trabajos titulada Teoría de usos y gratificaciones. Colección que trata los temas de la teoría de los usos y gratificaciones, pero considerando el nuevo elemento de comunicación masiva que acababa de introducirse, la televisión

## Premios y honores
Katz ha ganado el premio UNESCO-Canadá McLuhan, el Premio Burda (en investigación de medios) y otras distinciones, incluyendo grados honoríficos en Northwestern University, las Universidades de Ghent, Quebec en Montreal, París y Haifa.
Es un miembro electo de la Academia Americana de Artes y Ciencias.
En 1989, fue galardonado con el prestigioso Premio Israel, de las ciencias sociales.
En 2005, recibió el Premio Sklare Marshall, que concede anualmente la Asociación para el Estudio Científico Social de los judíos a algún erudito que haya hecho una contribución académica significativa, al estudio de las ciencias sociales del judaísmo.

## Obra

### Algunas publicaciones
- (con Paul F. Lazarsfeld) Personal Influence: The Part Played by People in the Flow of Mass Communications, Glencoe: The Free Press, 1956, Translations into Japanese (1960); German (1962); Italian (1968). Re-released in 2005.
- (con James S. Coleman and Herbert Menzel) Medical Innovation: A Diffusion Study, Indianapolis: Bobbs-Merrill, 1966.
- (con Robert L. Crain and Donald Rosenthal) The Politics of Community Conflict: The Fluoridation Decision, Indianapolis: Bobbs-Merrill, 1969.
- (con Brenda Danet), eds. Bureaucracy and the Public: A Reader in Official-Client Relations, New York: Basic Books, 1973.
- (con Jay G. Blumler), eds. The Uses of Mass Communications: Current Perspectives on Gratification Research, Beverly Hills: Sage, 1974.
- (con Michael Gurevitch) The Secularization of Leisure: Culture and Communication in Israel, London: Faber and Faber, and Cambridge, Mass.: Harvard University Press, 1976. Also in Hebrew, Tarbut Hapnai BeYisrael (The Uses of Leisure in Israel), Tel Aviv: Am Oved, 1974.
- (con E.G. Wedell) Broadcasting in the Third World: Promise and Performance, Cambridge, Mass.: Harvard University Press, and London: MacMillan, 1977.
- Social Research on Broadcasting: Proposals for Further Development, London: BBC, 1977.
- (con I. Roeh, A. Cohen and B. Zelizer) Almost Midnight: Reforming the Late Night News, Beverly Hills, Calif.: Sage Publications, 1980.
- (con Tamas Szecsko) eds. Mass Media and Social Change, London: Sage Publications, Ltd., 1981.
- (con Tamar Liebes) The Export of Meaning: Cross-Cultural Readings of 'Dallas', New York: Oxford University Press, 1990. Paperback: Policy Press, 1993.
- (con Daniel Dayan) Media Events: The Live Broadcasting of History, Cambridge: Harvard University Press, 1992. Translations in to Italian (1993), Spanish (1995), Portuguese (1999), Japanese (1996), French (1996), Chinese (in press).
- (con Charles Liebman) eds. The Jewishness of Israelis, Albany: SUNY Press, 1997.
- (con J. J. Strange) eds. The Future of Fact, special issue of Annals of the American Academy of Political and Social Science, Vol. 560, November 1998.
- (con Hed Sella) Culture Policy in Israel, Jerusalem: Van Leer Jerusalem Institute, 1999.
- (con Itzhak Yanovitzky) eds. Readings in Leisure, Culture and Communication 2 vols.). Ramat Aviv: Open University Press, 1999.
- (con Hadassah Haas et al.) Leisure, Culture and Communication in Israel, 1970-1990. Ramat Aviv: Open University Press (Hebrew) 2000.
- (con J. Segal, Shlomit Levy and Nader Said) Negotiating Jerusalem, Albany: SUNY Press, 2000.
- (con Yael Warshel) Election Studies: What's Their Use?, Boulder, CO: Westview, 2001.
- (con J.D. Peters, T. Liebes, A. Orloff) eds., Canonic Texts in Media Research: Are There Any? Should There Be? How About These? Cambridge, Polity Press, 2003.